# گلدن گلیدز (فلوریدا)
گلدن گلیدز (به انگلیسی: Golden Glades) یک منطقهٔ مسکونی در ایالات متحده آمریکا است که در شهرستان میامی-دید، فلوریدا واقع شده‌است. گلدن گلیدز ۱۲٫۹ کیلومتر مربع مساحت و ۳۳٬۱۴۵ نفر جمعیت دارد و ۱ متر بالاتر از سطح دریا واقع شده‌است.